# 엘리사벳

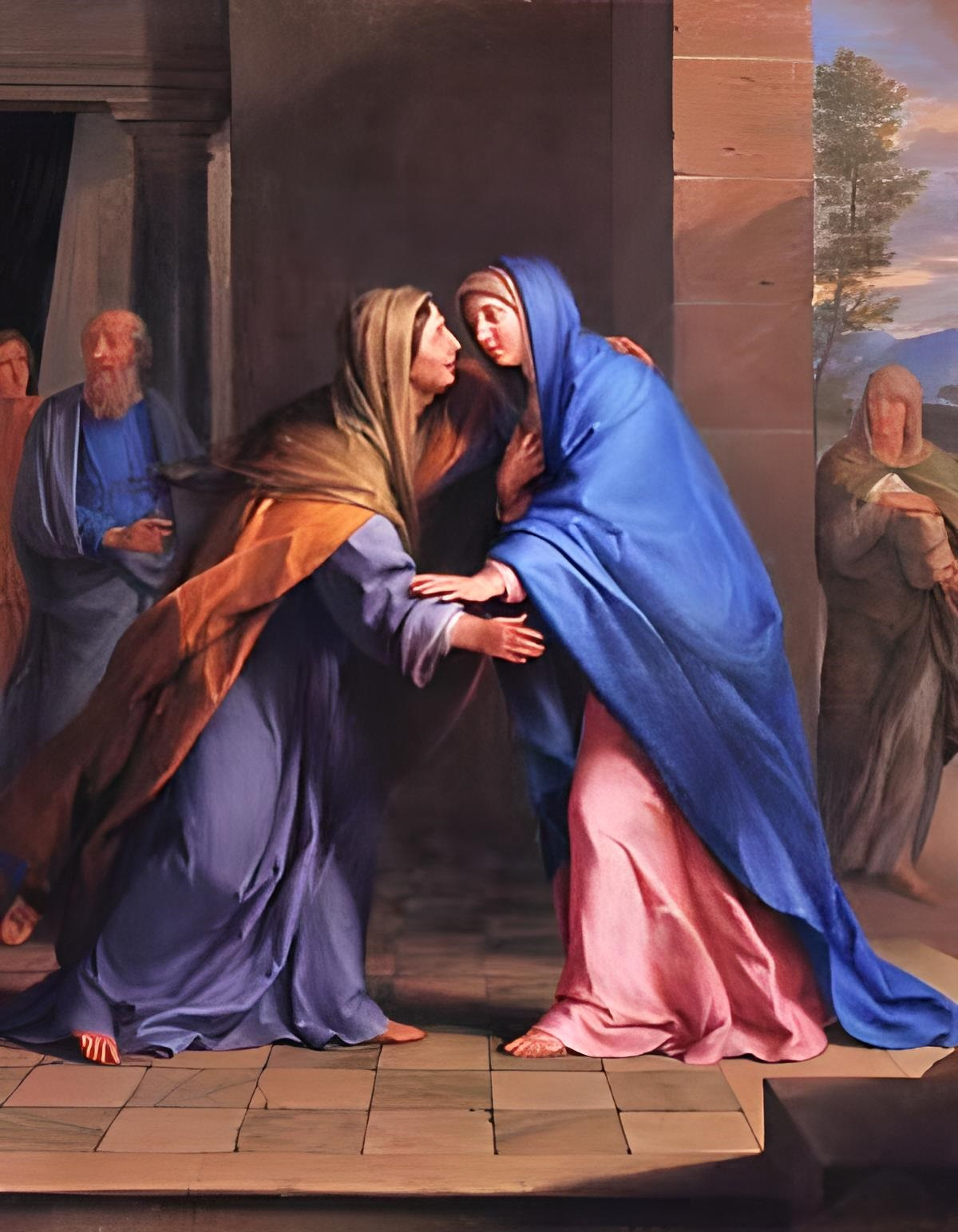
자신을 방문하러 온 마리아를 맞이하는 엘리사벳

엘리사벳(히브리어: אֱלִישֶׁבַע / אֱלִישָׁבַע, 아랍어: إليصابات)은 신약성서에 등장하는 성모 마리아의 사촌이자 세례자 요한의 어머니이다. 기독교의 성인이다.
로마 가톨릭에서의 축일은 11월 5일이며, 동방정교회에서의 축일은 9월 5일과 11월 30일이다. 엘리사벳은 히브리어로 ‘하느님이 심판한다’ 또는 ‘하느님은 완전하다’라는 의미이다. 나이 많은 여자로 묘사되며, 아이를 낳지 못하다가 가까스로 임신한 여인들의 수호 성녀이다.
루카 복음서는 엘리사벳이 아기를 가졌을 때 이미 나이가 많았다고 전한다. 엘리사벳은 즈가리야와 결혼했으며 두 사람은 의로운 이들이었다. 어느 날 즈가리야가 혼자 신전의 계단으로 나아가고 있을 때 천사가 그에게 나타났다. 《황금전설》에 따르면 이 천사는 나중에 성모 마리아에게도 나타난 대천사 가브리엘이었다.
천사는 부부에게 요한이라는 아들이 태어날 것이라고 예고했다. 즈가리야는 천사의 말을 의심한 벌로 갑자기 벙어리가 되어버렸다. 마침내 엘리사벳은 임신을 했으며, 6개월이 되었을 때 어린 사촌 성모 마리아가 방문했다. 두 사람이 만났을 때 요한은 뱃속에서 발길질을 했다.
황금전설에 따르면 마리아는 요한이 태어났을 때 아기를 처음으로 안은 사람이었다. 즈가리야는 말을 못하다가 천사가 말한 대로 아이 이름은 요한이라고 석판에 쓰자 그 순간 목소리가 돌아왔다. 그리고 친척들이 반대했으나 엘리사벳은 요한이라는 이름을 마음에 들어했다.
요한의 탄생 이야기 이후 엘리사벳은 복음서에서 더 이상 언급되지 않는다. 그러나 미술작품에서는 아기 예수가 어머니 마리아와 함께 그의 사촌 요한을 만나는 자리에 엘리사벳이 자주 등장한다.

## 같이 보기
- 루가의 복음서
- 방문 (기독교)